# 1986年の全日本ツーリングカー選手権
1986年の全日本ツーリングカー選手権（JTC）は、全日本ツーリングカー選手権2年目のシーズンで、1986年3月22・23日に西日本サーキットで開幕し、11月28・29日に鈴鹿サーキットで閉幕した全6戦のシリーズである。

## シリーズ概要
日産はDR30型スカイラインRSで参戦し、ニスモの和田孝夫/鈴木亜久里が2勝を挙げてJTC2代目シリーズチャンピオンを獲得した。トヨタは前年から参戦中のトヨタ・カローラレビン(AE86型)に加えカローラ・FXも投入し、レビン、FXそれぞれ1勝ずつを記録した。
この年から三菱ワークスがスタリオンで参戦、ドライバーは高橋国光/中谷明彦組で1勝を挙げた。さらに翌年は2勝を挙げる活躍を見せるが、その布石のシーズンとなった。
対する外国車勢はオートビューレックのハルトゲBMW・635CSi（長坂尚樹/茂木和男組）が参戦。レイトンハウスはメルセデス・ベンツ190Eを導入し、ドライバーに萩原光と黒澤元治を起用する体制で注目されたが、4月に萩原がスポーツランドSUGOでの190Eテスト中の事故により死去。萩原の後任として影山正彦がドライバーを務めた。
第5戦富士インターTECでは、ヨーロッパ選手権で強さを見せているボルボで参戦したアンデルス・オロフソンとジョニー・チェコットが優勝し、ボルボはインターTEC二連覇を達成した。

## スケジュール及び勝者
| 開催日   | ラウンド | サーキット         | 優勝ドライバー       | 優勝ドライバー         | 優勝チーム    | 優勝車両               |
| -------- | -------- | ------------------ | -------------------- | ---------------------- | ------------- | ---------------------- |
| 3月23日  | 1        | 西日本サーキット   | 和田孝夫             | 鈴木亜久里             | ニスモ        | 日産・スカイライン     |
| 4月26日  | 2        | スポーツランドSUGO | 星野薫               | 高木正己               | オブジェクトT | トヨタ・カローラレビン |
| 8月31日  | 3        | 筑波サーキット     | 高橋国光             | 中谷明彦               | ラリーアート  | 三菱・スタリオン       |
| 9月20日  | 4        | 西仙台ハイランド   | 関谷正徳             | 鈴木利男               | トムス        | トヨタ・カローラFX     |
| 11月8日  | 5        | 富士スピードウェイ | ジョニー・チェコット | アンデルス・オロフソン | RAS           | ボルボ・240            |
| 11月29日 | 6        | 鈴鹿サーキット     | 和田孝夫             | 鈴木亜久里             | ニスモ        | 日産・スカイライン     |

## 参照
1. ↑  風になったプリンスへの鎮魂の1冊「ベストカー1986年5月26日号の不思議」 ベストモータリングを作った男・正岡貞雄のブログ (2013年5月6日)。
2. ↑  “全日本ツーリングカー選手権レース グループA (3) リザルト”. モータースポーツトップ. 2024年2月8日閲覧。
3. ↑  “全日本ツーリングカー選手権レース グループA (1) リザルト”. モータースポーツトップ. 2024年2月8日閲覧。
4. ↑  “SUGOグループA 300km選手権レース ツーリングカー (3) リザルト”. モータースポーツトップ. 2024年2月8日閲覧。
5. ↑  “SUGOグループA 300km選手権レース ツーリングカー (1) リザルト”. モータースポーツトップ. 2024年2月8日閲覧。
6. ↑  “レース・ド・ニッポン筑波 グループA (3) リザルト”. モータースポーツトップ. 2024年2月8日閲覧。
7. ↑  “レース・ド・ニッポン筑波 グループA (2) リザルト”. モータースポーツトップ. 2024年2月8日閲覧。
8. ↑  “レース・ド・ニッポン筑波 グループA (1) リザルト”. モータースポーツトップ. 2024年2月8日閲覧。
9. ↑  “Hi-land TOURING CAR 300km CHAMPIONSHIP RACE 全日本ツーリングカー (3) リザルト”. モータースポーツトップ. 2024年2月8日閲覧。
10. ↑  “Hi-land TOURING CAR 300km CHAMPIONSHIP RACE 全日本ツーリングカー (1) リザルト”. モータースポーツトップ. 2024年2月8日閲覧。
11. ↑  “国際ツーリングカー耐久レース インターTEC グループA (3) リザルト”. モータースポーツトップ. 2024年2月8日閲覧。
12. ↑  “国際ツーリングカー耐久レース インターTEC グループA (2) リザルト”. モータースポーツトップ. 2024年2月8日閲覧。
13. ↑  “国際ツーリングカー耐久レース インターTEC グループA (1) リザルト”. モータースポーツトップ. 2024年2月8日閲覧。
14. ↑  “鈴鹿300km自動車レース 300km (3) リザルト”. モータースポーツトップ. 2024年2月8日閲覧。
15. ↑  “鈴鹿300km自動車レース 300km (2) リザルト”. モータースポーツトップ. 2024年2月8日閲覧。
16. ↑  “鈴鹿300km自動車レース 300km (1) リザルト”. モータースポーツトップ. 2024年2月8日閲覧。